# Kanton Saint-Joseph (Martinique)
Kanton Saint-Joseph is een voormalig kanton van het Franse departement Martinique. Kanton Saint-Joseph maakte deel uit van het arrondissement Fort-de-France en telde 11.952 inwoners (2007). Het kanton had een oppervlakte van 43,29 km² en een dichtheid van 398 inwoners per vierkante kilometer. Het werd zoals alle kantons van Martinique opgeheven op 1 januari 2016.

## Gemeenten
Het kanton Saint-Joseph omvatte uitsluitend de gemeente Saint-Joseph